# آکولاد هلدینگ
آکولاد هلدینگ (انگلیسی: Accolade Holding) شرکت املاک و مستغلات در جمهوری چک است، که در سال ۲۰۱۱ تأسیس شد.